# Liste von Rosarien in Hessen
Diese Liste von Rosarien in Hessen nennt Rosarien auf dem Gebiet des Bundeslandes Hessen. Sie erhebt nicht den Anspruch der Vollständigkeit.

## Siehe auch

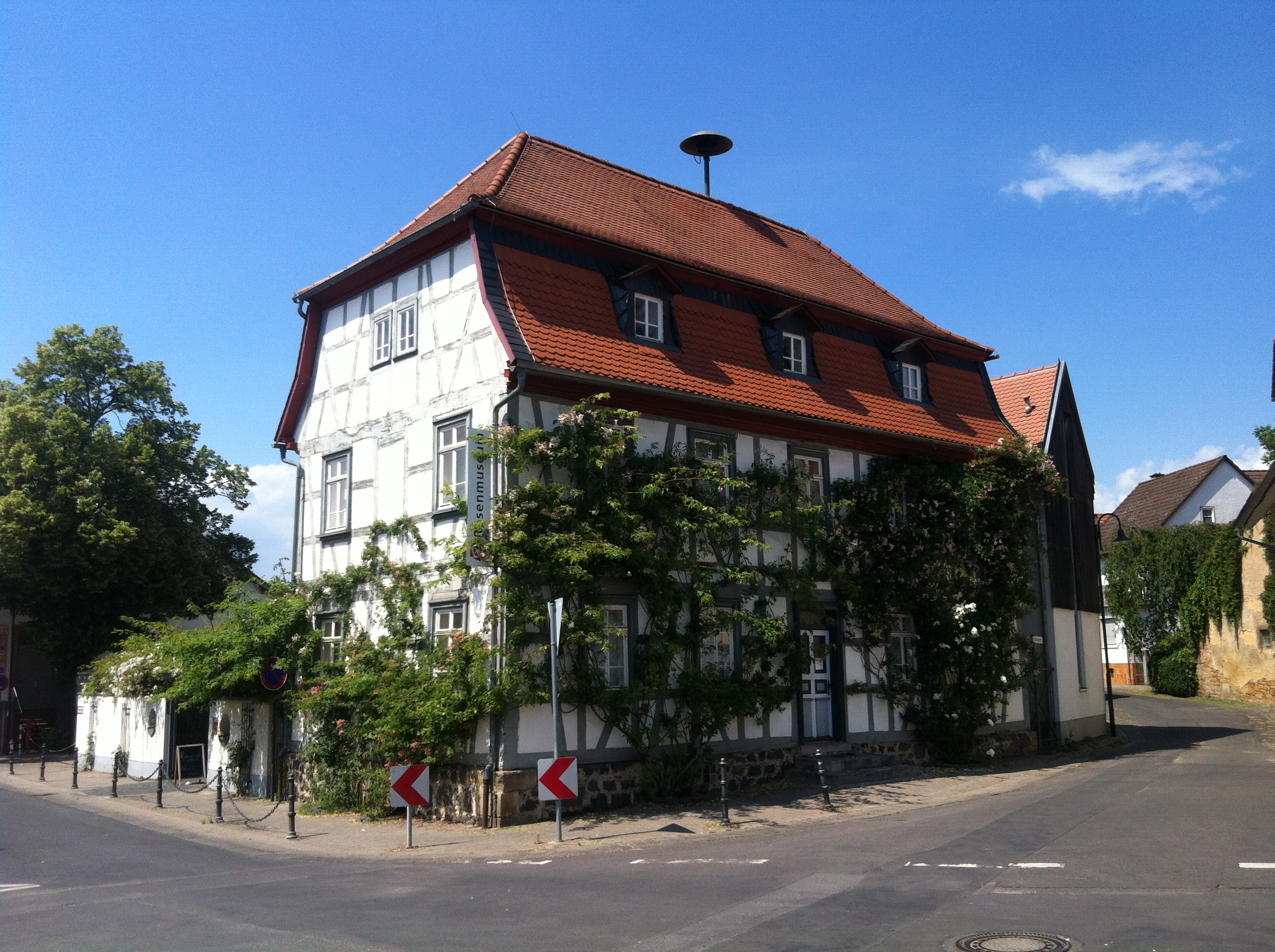
Rosenmuseum Steinfurth

## Liste
| Bild             | Ort                                      | Kreis                      | Beschreibung | Standort                                           |
| ---------------- | ---------------------------------------- | -------------------------- | --- | -------------------------------------------------- |
|                  | Bad Nauheim                              | Wetteraukreis              | Rosengarten an der historischen Trinkkuranlage | ⊙ an der historischen Trinkkuranlage               |
| (weitere Bilder) | Darmstadt                                | Darmstadt                  | Rosarium im Park Rosenhöhe | ⊙ Park Rosenhöhe                                   |
| (weitere Bilder) | Eltville am Rhein (seit 1988 Rosenstadt) | Rheingau-Taunus-Kreis      | Der Rosengarten in der Burg Eltville wurde 1979 angelegt und umfasst über 350 verschiedene Rosensorten von historischen Rosen, Kletterrosen bis zu 10 Metern Höhe und japanischen Rosen. Die Rosen befinden sich im Burggarten, aber auch im historischen Burggraben sowie an der Rheinpromenade. | ⊙ in der Kurfürstlichen Burg Eltville am Rhein     |
| (weitere Bilder) | Frankfurt am Main                        | Frankfurt am Main          | Der Rosengarten im Palmengarten Frankfurt neben dem zentralen Palmenhaus sammelt die Rosen im Palmengarten. Jährlich findet hier im Juni das Rosen- und Lichter-Fest statt. | ⊙ Rosengarten im Palmengarten Frankfurt            |
| (weitere Bilder) | Fulda                                    | Landkreis Fulda            | Domdechaneigarten am Fuldaer Dom | ⊙ Domdechaneigarten am Fuldaer Dom                 |
| (weitere Bilder) | Hadamar                                  | Landkreis Limburg-Weilburg | Der Rosengarten in Hadamar zeigt auf 3.800 Quadratmetern über 2.000 verschiedene Rosen. | ⊙ Hadamar auf dem Herzenberg                       |
| (weitere Bilder) | Hattersheim am Main                      | Main-Taunus-Kreis          | Das 1997 eröffnete Rosarium Hattersheim zeigt 6500 Rosenpflanzen. | ⊙ zwischen Hattersheim und Okriftel                |
| (weitere Bilder) | Karben                                   | Wetteraukreis              | Rosenhang Karben mit 700 alte Rosen und Wildrosen in natürlicher Wuchsform | ⊙ neben dem Waldfriedhof Klein-Karben              |
| (weitere Bilder) | Kassel                                   | Kassel                     | Roseninsel (Bergpark Wilhelmshöhe) | ⊙ Bergpark Wilhelmshöhe                            |
| (weitere Bilder) | Kronberg im Taunus                       | Hochtaunuskreis            | Rosarium im Park von Schloss Friedrichshof. | ⊙ Am Rande des Parks an der Mauer zur Bundesstraße |
| (weitere Bilder) | Steinfurth (Bad Nauheim) (Rosendorf)     | Wetteraukreis              | Rosenpark Dräger, Schaugarten der Firma Dräger. Steinfurth ist führender Standort für Rosenzüchter in Deutschland. | ⊙ Außerhalb des Ortes Richtung Bad Nauheim         |
|                  | Steinfurth (Bad Nauheim)                 | Wetteraukreis              | Schaugarten der Rosen Union | ⊙ Am Ortsrand Richtung Bad Nauheim                 |